# Римско-парфянские войны
Римско-парфянские войны — серия конфликтов между Парфией и Римским государством за гегемонию на Ближнем Востоке в период с 53 года до н. э. до 226 года н. э., до времени падения Парфянского царства. Пришедшая на смену Аршакидам персидская династия Сасанидов основала новое государство, ставшее следующим антагонистом Рима на Востоке.

## Предыстория войн
Продвижение парфян на запад началось в правление Митридата I. Ему удалось присоединить к Парфии Месопотамию, нанести поражения Селевкидам и армянам. В этот же период Рим расширял свои границы на Востоке. Митридат I даже пытался заключить с Суллой римско-парфянский союз (90-е годы до н. э.). После 90 года до н. э. влияние Парфии на западе резко уменьшилось вследствие внутренних конфликтов привёдших к двоевластию в Парфии. Римско-парфянский союз был восстановлен, после того как римский полководец Лукулл вторгся в южные регионы Армении и нанёс ряд поражений Тиграну II в 69 году до н. э.

## Конфликты Римской республики с Парфией
Когда Помпей, заменивший потерпевшего поражение Лукулла, возглавил войну на востоке против армян, то вновь начал переговоры с Фраатом III. Они пришли к соглашению и римско-парфянское войско вторглось в Армению в 66/65 году до н. э., но вскоре возник спор из-за границы между Римом и Парфией. Помпей отказался признать титул «царя царей» за Фраатом, и сохранил его за Тиграном. В это время Фраат установил свой контроль над значительной частью Месопотамии за исключением западного района Осроены, которая стала союзником римлян.
В 53 году до н. э. Красс начал вторжение, закончившееся для римлян настоящей катастрофой. В битве при Каррах римляне потерпели сокрушительное поражение, Красс и его сын Публий были убиты парфянами. Большая часть римских сил была уничтожена, около 10000 человек захвачены в плен. Около половины пленных умерли, лишь четверть воинов Рима добралась до Сирии, а остальные остались в плену. В следующем году парфяне совершили несколько набегов на Сирию, а в 51 году до н. э. начали вторжение во главе с царевичем Пакором и полководцем Осаком. Армия Осака попала в засаду возле Антигонии и потерпела поражение от остатков римских войск во главе с Кассием, сам парфянский полководец был убит.
Во время гражданской войны Цезаря (49—45 до н. э.) парфяне не предприняли никаких шагов, но поддерживали отношения с Помпеем. Юлий Цезарь разработал план похода против Парфии, но его убийство предотвратило войну. В ходе последовавшей гражданской войны (44—42 до н. э.) парфяне активно поддерживали Брута и Кассия, отправляя им солдат. В 40 году до н. э. парфяне вторглись на римскую территорию вместе с Квинтом Лабиеном, сыном противника Цезаря Тита Лабиена и сторонником Брута, захватив Сирию. Первосвященник и правитель Иудеи Гиркан II был свергнут, подвергнут пыткам и отправлен в плен в Селевкию, а на первосвященнический престол вступил пропарфянски настроенный Антигон II. В Анатолии парфяне в союзе с Квинтом Лабиеном разгромили римское войско и глубоко проникли в провинции Республики. Тем временем Марк Антоний уже направил Вентидия Басса противостоять Лабиену. Вскоре Лабиен был оттеснён в Сирию римскими войсками, и хотя парфяне пришли ему на помощь, он был разбит, взят в плен и затем казнён. Сирия была возвращена и Марк Антоний отправился в поход на Парфию, который окончился провалом. В 33 году до н. э. он отправился походом в Армению, пленив армянского царя Артавазда II и планировал повторный поход против Парфии, но этому не было суждено сбыться.

## Конфликты Римской империи с Парфией
В связи с угрозой надвигающейся войны между двумя державами, Октавиан Август и Фраат пошли на компромисс. В соответствии с соглашением, Парфия обязывалась вывести свои войска из Армении и признать римский протекторат над этой страной. Тем не менее, римско-парфянское соперничество за контроль и влияние в Армении не ослабевает в течение нескольких десятилетий. 

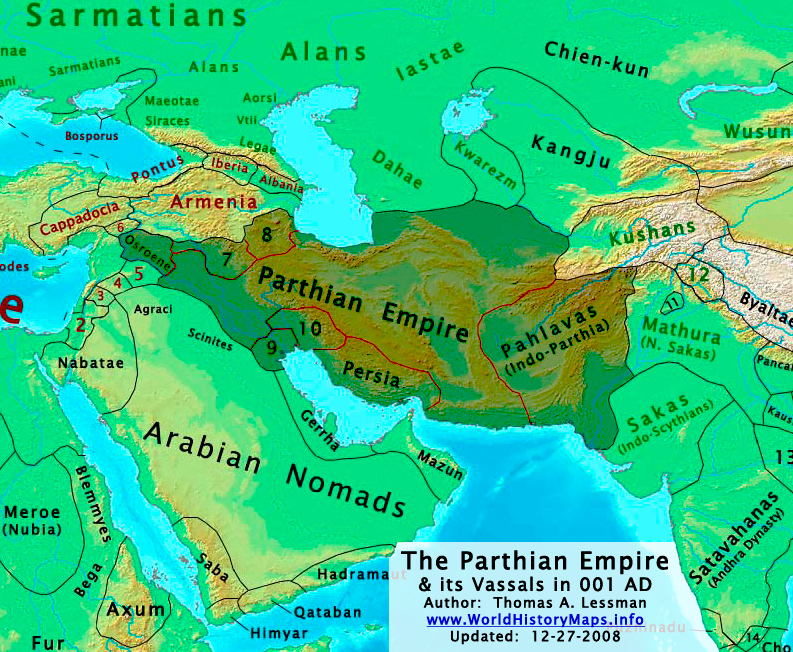
Парфянское царство на рубеже нашей эры

Решением парфянского царя на армянский престол взошёл его ставленник, что вызвало войну с Римом в 36 году н. э., но Артабан III достиг договорённости с римским полководцем Луцием Вителлием. Новая война началась в 58 году, когда римляне вторглись в Армению после того, как парфянский царь Вологез I посадил на престол Армении своего брата Тиридата. Римские войска Корбулона свергли его и заменили на каппадокийского князя. Это побудило парфян начать войну. Она кончилась в 63 году, когда римляне согласились разрешить Тиридату и его потомкам править Арменией при условии, что они примут римский протекторат.
Новая серия войн началась во II веке нашей эры, во время которого римляне постепенно брали верх над Парфией. В 113 году римский император Траян попытался раз и навсегда решить восточный вопрос и аннексировать Армению. В 114 году Траян вторгся в Армению и сместил ставленника Парфии. В 115 году римляне захватили северную Месопотамию. Потом начался поход на Парфию. Римляне захватили парфянскую столицу, Ктесифон. Тем не менее, в этом году начались восстания в Палестине, Сирии, Северной Месопотамии и Иудее. Одновременно парфяне начали наносить удары по ключевым римским позициям. Траян разбил мятежников в Месопотамии, но ему пришлось вернуть престол Армении парфянскому ставленнику.
Преемник Траяна, умершего в 117 году, Адриан, отказался от политики своего предшественника, вернув парфянам Месопотамию и Ассирию, завоёванные Траяном, а также признал самостоятельность Армении при сохранении над ней римского протектората. Более чем на полвека прекратились войны между Римом и Парфией.
Новая римско-парфянская война вспыхнула в 161 году в Армении, когда Вологез III разграбил Эдессу. В 163 году римское войско под начальством Стация Приска победило парфян в Армении и полководец вернул армянский престол ставленнику Рима. В следующем году Авидий Кассий начал вторжение в Месопотамию, выиграв сражения при Селевкии и Ктесифоне в 165 году. Эпидемия оспы, охватившая Парфию, перекинулась на римское войско, и оно было вынуждено отступить. В 195 году другое римское вторжение в Месопотамию произошло при Септимии Севере, который занял Селевкию и Вавилон, а в 197 году ещё раз взял Ктесифон. Эти войны привели к возвращению под римский контроль северной Месопотамии, а также районов вокруг Нисибис и Сингары.

### Последняя война
В 214 году император Каракалла решил окончательно уничтожить Парфию, ослабленную к тому времени междоусобной войной между претендентами на престол, царевичами Артабаном V и Вологезом V. В ходе похода были взяты многие города и крепости парфян в Месопотамии, разрушены и осквернены могилы парфянских царей в Арбеле, что вызвало сильное возмущение по всей Парфии. Императорский префект претория Макрин, не желавший продолжения войны, составил заговор против Каракаллы и велел его убить по дороге из Эдессы в Карры. Император был убит 8 апреля 217 года, но его смерть не остановила разгневанных парфян, которые вскоре вторглись в Месопотамию. Решающее сражение произошло у города Нисибис в 217 году. Оно продолжалось три дня и Макрин предложил Артабану V мир. По условиям мирного договора Макрин возвращал Парфии все ранее захваченные Каракаллой города и крепости парфян в Месопотамии, а также земли, захваченные у неё ранее. Рим также обязался выплатить огромную контрибуцию в 200 млн сестерциев. Несмотря на такие позорные условия мира, на новых римских монетах появилась надпись «Парфянская Победа» (лат. Victoria Parthica).
В результате войны большое, некогда победоносное римское войско, насчитывавшее около 70—100 тыс. солдат, было по сути уничтожено. Все достижения Рима в войнах с Парфией были утрачены. Но и парфянам победа далась большой ценой, а учитывая то, что Парфия и до этого была весьма ослаблена междоусобными войнами, в стратегическом плане потери парфян оказались даже более ощутимыми. Всего через два года наместник провинции Парс Ардашир начал восстание против Артабана V, которое завершилось падением династии Аршакидов, тем самым ознаменовав начало новой, Сасанидской эпохи.